# Скандал щодо виплати допомоги по догляду за дітьми в Нідерландах

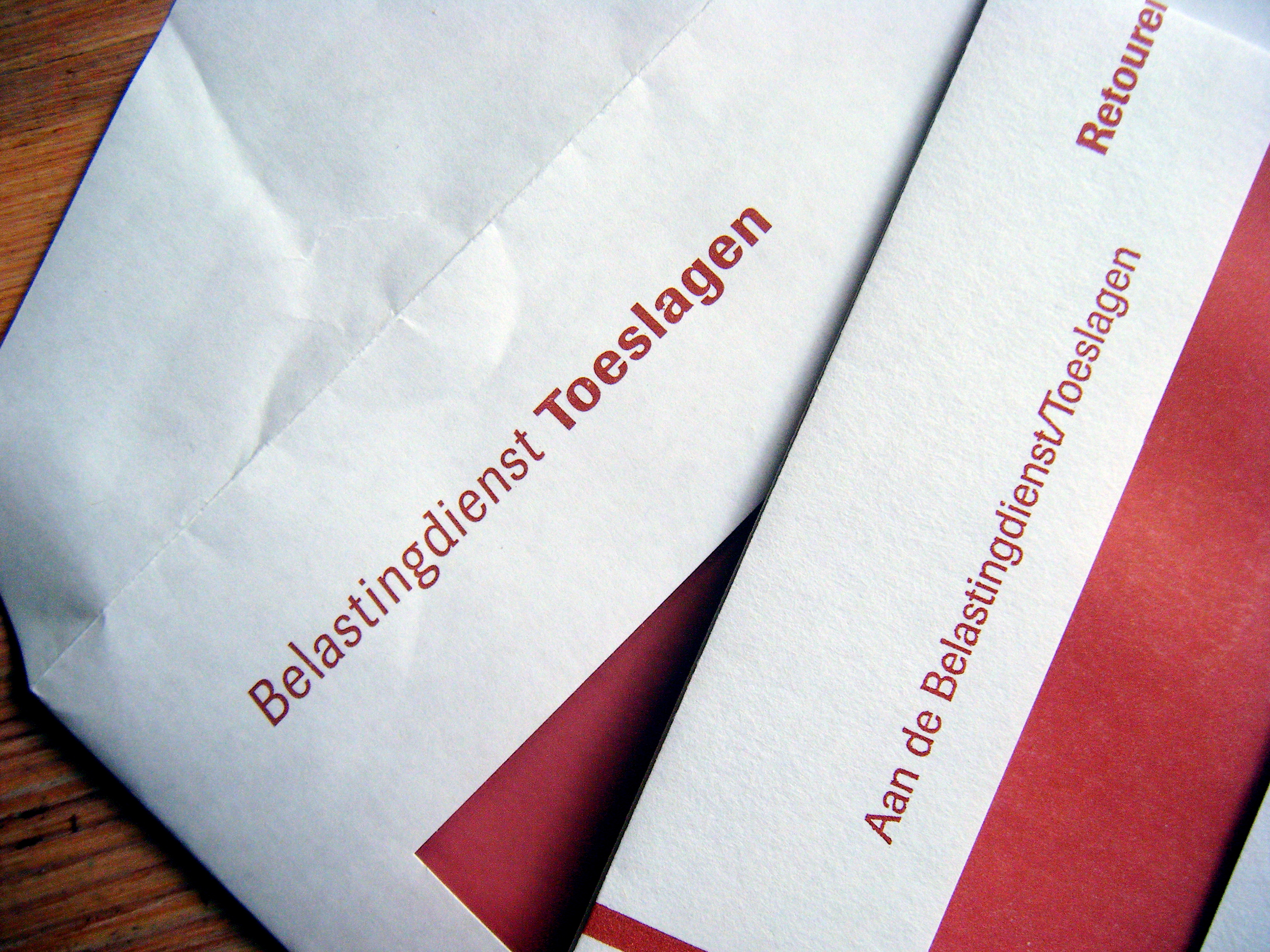
Типові червоно-білі конверти, якими користується Податкова та митна адміністрація

Скандал щодо виплати допомоги по догляду за дітьми в Нідерландах (нід. kinderopvangtoeslagaffaire або toeslagenaffaire) — це політичний скандал у Нідерландах щодо неправдивих звинувачень у шахрайстві, висловлених Податковою та митною адміністрацією (Belastingdienst) в рамках спроби врегулювання системи розподілу допомоги по догляду за дітьми. У період з 2013 по 2019 рік влада помилково звинуватила близько 26 000 осіб у поданні недостовірної інформації щодо виплаченої їм допомоги, вимагаючи від них повернути ці гроші. У багатьох випадках ця сума складала десятки тисяч євро, що спричинило багатьом постраждалим фінансові труднощі.
Скандал опинився в центрі уваги громадськості у вересні 2018 року. Згодом слідчі описали процедуру роботи Податкової та митної адміністрації як «дискримінаційну» та сповнену «інституційною упередженістю». 15 січня 2021 року, за два місяці до парламентських виборів 2021 року, третій кабінет міністрів Рютте подав у відставку через скандал після парламентського розслідування цього питання, яке дійшло висновку що було порушено «основні принципи верховенства права».

## Передумови

### Допомога по догляду за дітьми в Нідерландах
Догляд за дітьми в Нідерландах не є безкоштовним, і батьки, як правило самостійно сплачують за нього. Однак частину витрат може покрити державна допомога по догляду за дітьми, доступна для сімей, в яких обоє батьків або працевлаштовані, або навчаються в закладі середньої чи вищої освіти або на курсах громадянської інтеграції. Розмір допомоги по догляду за дитиною обчислюється у відсотках від погодинної ставки центрів догляду за дитиною або агентств з догляду за дітьми, коливаючись від 33,3 до 96,0 % залежно від колективного доходу батьків та кількості дітей. Щороку уряд встановлює максимальну погодинну ставку, за яку сім'ї можуть отримувати допомогу по догляду за дитиною. Будь-яку суму, що перевищує максимальну погодинну ставку, повинні сплатити батьки. Кількість відшкодованих годин по догляду за дитиною, на які родина має право залежить від кількості годин, які працює кожен з батьків. Максимум — 230 годин на місяць на дитину. Батьки можуть вирішити отримувати допомогу по догляду за дитиною на власний банківський рахунок або переказувати її безпосередньо в центр догляду за дітьми чи агентство з догляду за дітьми.
Допомогу по догляду за дитиною запроваджено в голландську систему соціального забезпечення у 2004 році, коли Генеральні штати Нідерландів прийняли Закон про догляд за дітьми (нід. Wet kinderopvang). Формально програма пербуває у сфері відповідальності Міністерства соціальних справ і зайнятості, але Податкова і митна адміністрація (підрозділ Міністерства фінансів) несе відповідальність за її здійснення, зокрема у сфері виплат та запобігання шахрайству. У 2005 р. було прийнято Загальний закон про соціальне забезпечення в залежності від доходів (нід. Algemene wet inkomensafhankelijke regelingen), який реорганізував чинну на той час систему соціального забезпечення. Цей закон не передбачав положення про ускладнення при виконанні договору (один із видів форс-мажору), яке дозволило б робити винятки, якби встановлені процедури виявились у певній ситуації нелогічними.

### Виникнення шахрайських агентств з догляду за дітьми

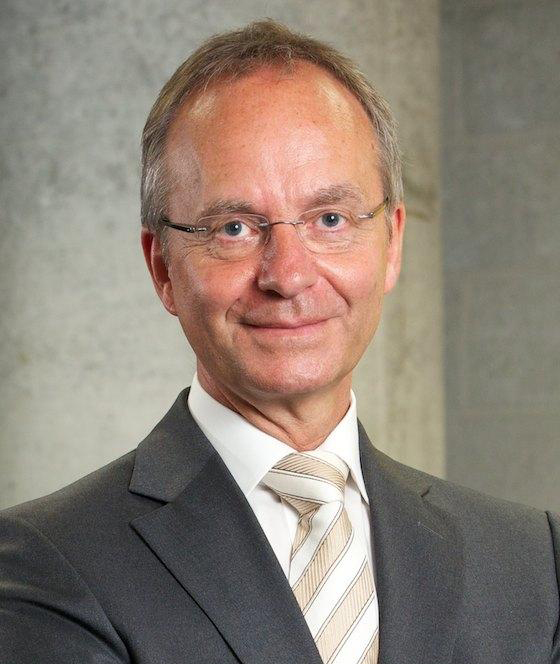
Хенк Камп, міністр соціальних справ і зайнятості (2010—2012)

У роки після прийняття Закону про догляд за дітьми почали з'являтись агентства з догляду за дітьми, які займались шахрайством подаючи заявки на допомогу по догляду за дитиною від імені своїх клієнтів, не вимагаючи при цьому від своїх клієнтів внеску, який є обов'язковим. Характерним прикладом є випадок агентства з догляду за дітьми De Appelbloesem з містечка Бейлен, яке підписувало офіційні трудові договори з неофіційними нянями (наприклад, бабусями й дідусями які няньчили своїх онуків) з тим щоб агентство могло податись на виплату допомоги по догляду за дітьми й розділити ці гроші між агентством та підставними нянями.
Члени сім'ї часто доглядають дітей безкоштовно, а батьки не бажають платити за послуги нянь, тож агентство не повідомляло своїх клієнтів про те, що згідно з законом вони зобов'язані покривати частину «витрат», таким чином частина виплат допомоги від уряду обліковувалась як виплати від клієнтів.
У 2009 році Фіскальна інформаційно-розшукова служба (FIOD) провела обшуки в агентстві, його директора засуджено до вісімнадцяти місяців позбавлення волі за підробку та шахрайство. Податкова та митна адміністрація стверджувала що батьки мають повернути допомогу по догляду за дитиною, яку агентство отримувало на їхнє ім'я, а також повернути виплати отримані вже після їх відходу з De Appelbloesem.
У листопаді 2010 року Палата представників ухвалила рішення про стягнення коштів, отриманих злочинним шляхом, з шахрайських агентств, а не з батьків, які вважали що діяли в рамках закону. Міністр соціальних справ Хенк Камп написав до Палати, що це неможливо з юридичної точки зору, і що батьки, які опинились у такій ситуації, повинні вжити судових заходів проти своїх агентств з догляду за дітьми. Клієнти De Appelbloesem оскаржили рішення Податкової та митної адміністрації, але після кількох судових процесів Державна рада підтвердила, що закон вимагає від них повернути допомогу по догляду за дитиною, яку вони отримали.

### Шахрайство болгарських мігрантів

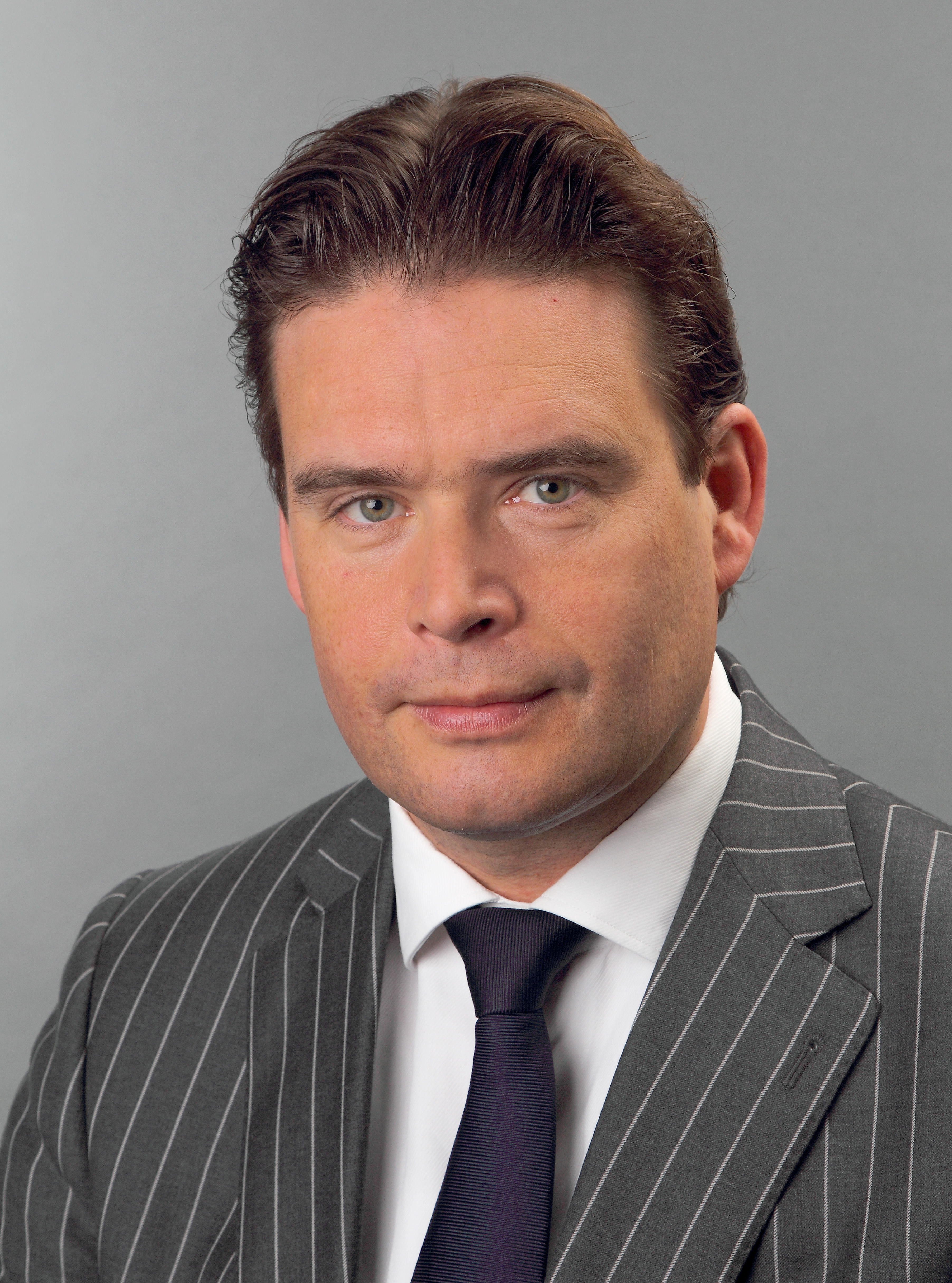
Франс Веекерс (Державний секретар з питань фінансів 2010—2014)

У 2013 році RTL Nieuws повідомило, що болгарські мігранти експлуатували голландську систему соціального забезпечення. Банда заохотила певну кількість болгарських громадян ненадовго зареєструватися за адресою в Нідерландах та подати заявку на отримання допомоги на охорону здоров'я та житло в розмірі 6000–8000 євро. Тоді податківці негайно виплачували допомогу і лише потім перевіряли відповідність запиту, втім аферисти залишали країну задовго до початку перевірки.
У період від 2007 до 2013 року понад вісімсот болгар отримали за допомогою цього методу загалом близько чотирьох мільйонів євро. За словами Державного секретаря з питань фінансів Франса Веекерса, багато з цих випадків були не навмисним шахрайством, а скоріше недбалістю. На фоні скандалу, Веекерсу, завдяки підтримці з боку коаліційних партій (VVD та PvdA) та двох невеликих опозиційних партій (CU та SGP), вдалось уникнути вотуму недовіри.

#### Відповідь на шахрайство мігрантів
У відповідь на широкомасштабне шахрайство з болгарськими мігрантами Палата представників наполягала на посиленні заходів із запобігання шахрайству. Коаліційна угода першого кабінету міністрів Рютте також включала положення щодо посилення протидії шахрайству. Як наслідок, 28 травня 2013 року уряд створив Групу з питань шахрайства, до складу якої входили найвищі посадові особи з Податкової та митної адміністрації та Міністерства фінансів.
Пізніше того ж року Група з питань шахрайства створила Спільні сили проти сприяння (нід. Combiteam Aanpak Facilitators, CAF). Тут «сприяння» стосується осіб чи установ, які дозволяють або заохочують людей до шахрайства. У контексті шахрайства з виплатою допомоги по догляду за дітьми це означало, що CAF активно шукав центри по догляду за дітьми та агентства з догляду за дітьми, які подавали підозрілі заявки на допомогу по догляду за дітьми.
У червні 2013 року прем'єр-міністр Марк Рютте також створив міністерський комітет «Боротьба з шахрайством», який існував до 2015 року. Цей комітет розробив ширшу урядову стратегію боротьби з шахрайством, однак він не фокусував увагу на підходах та методах саме Податкової та митної адміністрації щодо шахрайства у сфері соціального забезпечення. Наприкінці 2013 року комітет підготував лист до Палати представників, в якому проговорювався суворий підхід до шахрайства, але в підсумку наголошувалося на необхідності діяти пропорційно та дотримуватись презумпції невинуватості.

## Справи

### CAF 11 Hawaii
Першою справою, яка продемонструвала громадськості суворість державної політики боротьби з шахрайством, стала одинадцята справа CAF на прізвисько «CAF 11 Hawaii». У цій справі CAF розслідували діяльність агентства з догляду за дітьми Dadim в Ейндговені, після того, як у 2011 році до місцевого уряду надійшли сигнали про те, що Dadim сприяє шахрайству з державною допомогою по догляду за дитиною. У 2012 році суддя постановив, що шахрайства виявлено не було, але в жовтні 2013 року Податкова та митна адміністрація все-таки оголосила агентству підозру в шахрайстві. У листопаді 2013 року правоохоронці відвідали до шістнадцяти афілійованих вихователів, але доказів шахрайства так і не знайшли. Однак, у квітні 2014 року 317 клієнтів Dadim, майже всі з яких мали подвійне громадянство, класифіковано як шахраїв.

### Інші випадки
Встановлено, що CAF розслідував діяльність 630 агентств, можливо, з такою ж жорсткістю, як і у випадку CAF 11 Hawaii. За підрахунками, таким чином жертвами стали близько 2200 сімей. Лише 200 із тих, кого назвали шахраями, згодом прокуратура обвинуватила за використання підроблених документів. Це призвело до лише 15 засуджень та восьми ухвал.
У багатьох із цих випадків CAF застосовував колективне покарання, засноване на «принципі 80-20» (80 % шахраї, 20 % невинні; інверсія Принципу Парето). Доказів на користь саме цього підходу бракувало, і невинні батьки опинились у ситуації, в якій було практично неможливо скасувати рішення.
Іншу групу з приблизно 8000 батьків переслідували через сувору адміністративну політику, за якої незначна помилка (наприклад, відсутність підпису або незадекларована зміна доходу) може призвести до вимоги повного повернення допомоги по догляду за дитиною. Цей підхід було зазначено в законі і підтверджено рішенням Державної ради. У 2019 році Державна рада скасувала це рішення і вирішила повернути гроші батькам разом із компенсацією в кожному конкретному випадку.

#### Кваліфікація «умисел/груба недбалість»

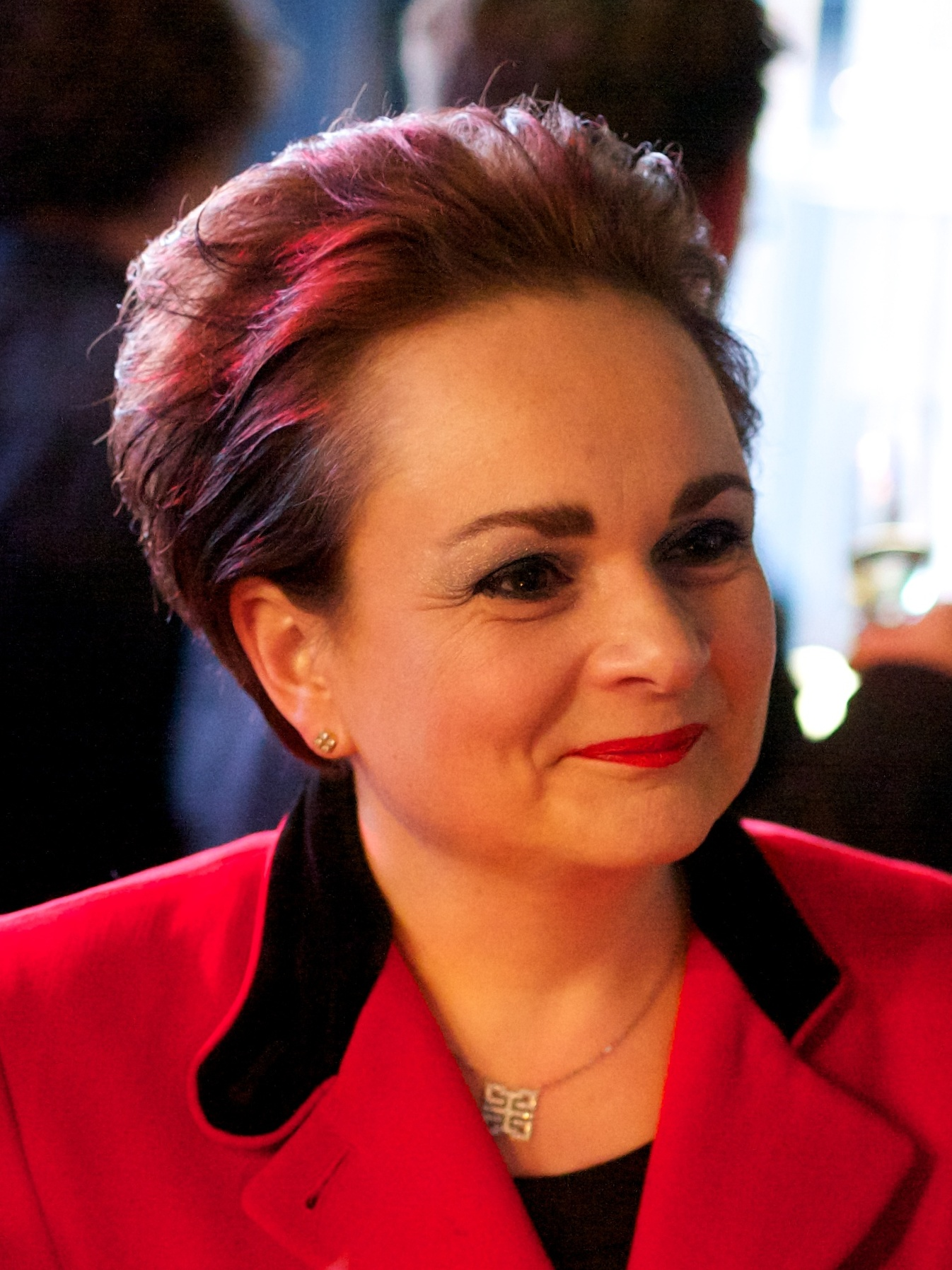
Александра ван Хуффелен (Державна секретар з питань фінансів 2020 —)

Коли Податкова та митна адміністрація підозрювала когось у вчиненні серйозних злочинних дій, голландська бюрократія позначала причетних батьків ярликом «умисел/груба недбалість» (нід. Opzet/Grove schuld). Особи, які отримали цей ярлик, більше не мали права на стандартні механізми стягнення боргу. Відповідно до стандартного договору, боржники виплачують свій борг протягом дворічного періоду (сплачуючи скільки можуть, не опускаючись нижче рівня прожиткового мінімуму), і будь-який борг що залишився після цього періоду вважався списаним. Оскільки батьки не мали права на такий план виплат, багато хто з них опинилися в стані глибокої заборгованості. Пізніші розслідування показали, що у 96 % випадків класифікацію «умисел/груба недбалість» застосовано хибно.
У листопаді 2020 року Державна секретарка з питань фінансів Александра ван Хуффелен оприлюднила внутрішній меморандум від 2016 року, в якому рекомендується призначати кожному, в кого борг по допомозі з догляду за дитиною перевищує 3000 євро, автоматично надавати кваліфікацію «умисел/груба недбалість». За словами Ван Хуффелен, незрозуміло, чи цю рекомендацію виконано.

#### Расове профілювання
Тоді як скандал переважно стосувався неправдивих тверджень про шахрайство з виплатою допомоги по догляду за дітьми, згодом виявилося, що влада також помилково підозрювала жителів у пред'явленні шахрайських вимог щодо пільг на охорону здоров'я, орендної плати та додаткової допомоги на дітей. У випадку з податком на прибуток виявлено, що Податкова та митна адміністрація — під кодовою назвою Проект 1043 — займалася расовим профілюванням для пошуку підозрілих декларацій з податку на прибуток. Згодом Податкова та митна адміністрація визнала, що понад 11 000 справ піддано спеціальному розгляду через етнічне походження підозрюваних або їх подвійне громадянство, що призвело до звинувачень служби в інституційному расизмі.

## Розслідування
Вже 9 серпня 2017 року Національний омбудсмен опублікував звіт під назвою «Ні грубій силі, так чесним правилам» про 232 батьків справи CAF 11 Hawaii. У звіті Омбудсмен рішуче критикував жорсткий підхід Податкової та митної адміністрації та рекомендував виплатити компенсацію цим батькам. Скандал щодо виплати допомоги по догляду за дітьми привернув увагу громадськості, коли у вересні 2018 року RTL Nieuws і Trouw повідомили про цей випадок. Соціалістична партія відкрила «гарячу лінію» для жертв та розробила «чорну книгу» (перелік скарг) на основі 280 отриманих скарг. Ці факти 28 серпня 2019 року передано державному секретарю з питань фінансів Менно Снелу.
Центральна урядова служба аудиту (ADR) також розслідувала скандал щодо виплати допомоги по догляду за дітьми у 2019 році. Зокрема, розслідування мало на меті з'ясувати, чи траплялись в інших справах CAF помилки, подібні до справи CAF 11 Hawaii. Розслідування було суперечливим, оскільки високопосадовці Податкової та митної адміністрації заявляли, що трьох ключових осіб, дотичних до CAF, не будуть переслідувати.
Хоча Державна рада раніше погоджувалась із Податковою та митною адміністрацією щодо суворого підходу до шахрайства, в жовтні 2019 року Державна рада змінила свою позицію. На відміну від попередніх рішень, Державна рада висловила думку, що Податкова та митна адміністрація насправді мала повноваження оцінювати пропорційність правопорушення в кожному конкретному випадку.

### Внутрішні звіти
У 2009 році державний адвокат Берт-Ян Гаутзагерс опублікував проєкт рекомендації, в якій натякнув на те, що закон допускає менш жорсткий підхід до батьків, які не заплатили особистого внеску за порадою свого агентства з догляду за дітьми. Гаутзагерс назвав чинний жорсткий підхід (повне повернення виплат) «виправданим», але закликав до обережності щодо окремих обставин. Незрозуміло, чому цієї поради не було дотримано. Точний зміст консультативного звіту залишається засекреченим через загальну політику нерозголошення порад державного адвоката. Однак його зміст відкрито обговорено в Палаті представників у грудні 2020 року.
У листопаді 2019 року колишній співробітник Податкової та митної адміністрації направив терміновий лист до Палати представників. Співробітник опрацьовував скарги, надіслані до департаменту пільг між 2014 та 2016 роками. У листі він зазначив, що до батьків ставились несправедливо і що діяльність адміністрації не мала надійної правової основи. Він також писав, що кілька разів повідомляв про це своєму керівнику, але це ні до чого не призвело.
У жовтні 2020 року стало відомо, що адвокат адміністрації Сандра Палмен також повідомляла про незаконні дії у відділі пільг 2017 року. На підставі рішення Державної ради вона зазначила, що Податкова та митна адміністрація діяла ганебно. Цей звіт також не призвів до зміни політики.

### Консультативний комітет з імплементації пільг

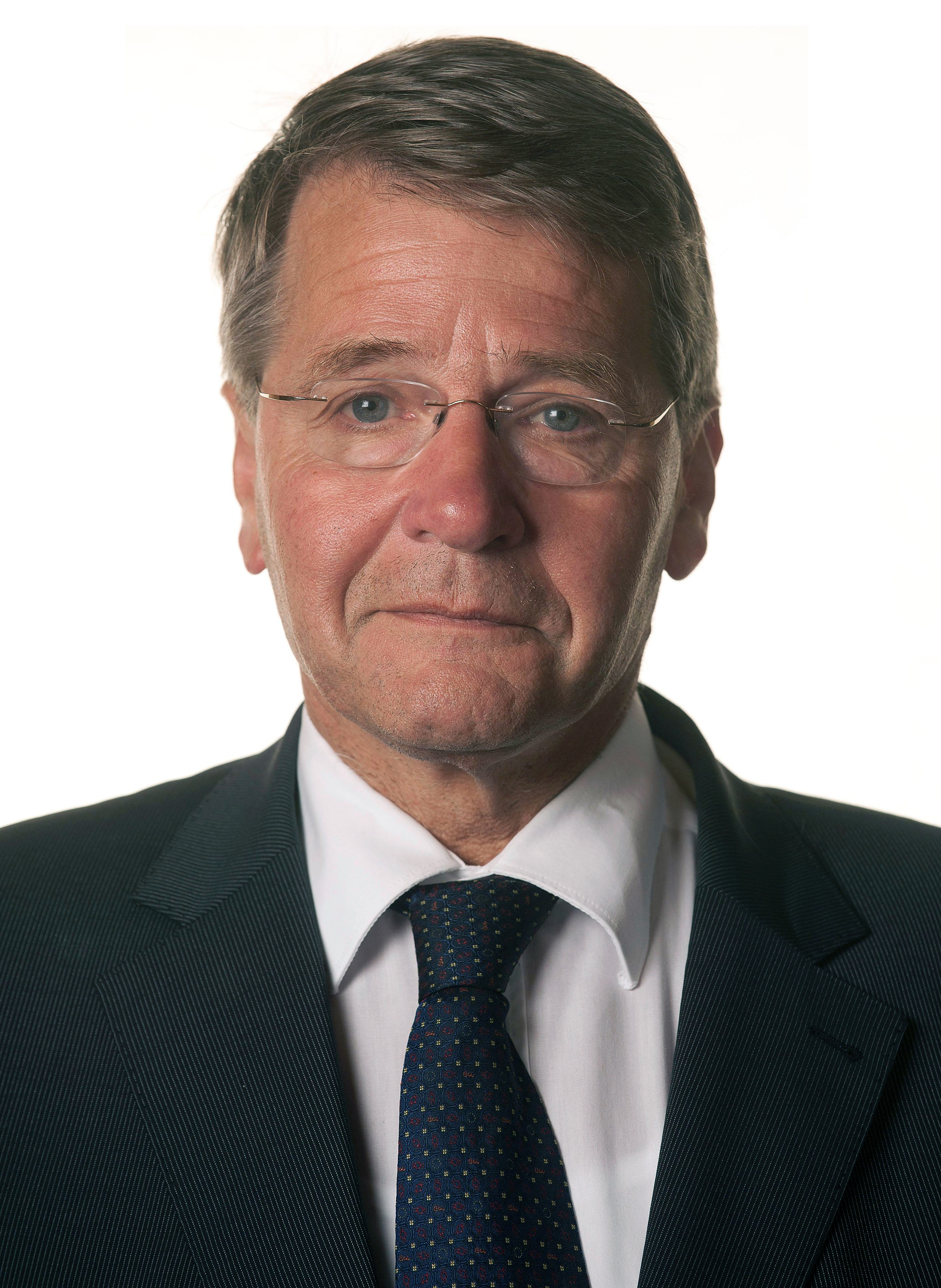
Піт Хейн Доннер

1 липня 2019 року Державний секретар з питань фінансів Менно Снел створив Консультативний комітет з імплементації пільг (нід. Adviescommissie uitvoering toeslagen). Комітет очолював колишній міністр і колишній заступник голови Державної ради Піт Хейн Доннер, і тому його прозвали «Комітетом Доннера» (нід. commissie-Donner). До складу комітету також увійшли колишній державний секретар з питань соціальних питань та зайнятості Джетта Клейнсма та юрист Віллемін ден Ауден. Завданням цього комітету було консультування щодо вдосконалення системи пільг. Комітет також мав конкретне завдання визначити масштаб розгляду справ про скандали щодо допомоги по догляду за дитиною.
12 березня 2020 року комітет надав остаточний звіт «Здивовано озираючись назад» (нід. Omzien in verwondering). У звіті комітет рекомендував розширити схему компенсації з тодішніх близько 300 потерпілих на решту інших батьків, до яких «ставилися упереджено».
Однак висновки цього звіту зазнали критики. Наприклад, комітет звинувачували в недостатній критиці ролі Державної ради, віце-головою якої на той час був сам Доннер. Комітет також звинуватили в тому, що він захищає політиків, особливо колишнього міністра соціальних справ та зайнятості Лодевейка Ашшера. Голландський сайт новин Follow the Money стверджував, що основні висновки комітету не відповідають висновкам їхнього розслідування.

### Голландський орган із захисту даних
Після звітів RTL Nieuws і Trouw про використання расового профілювання під час оцінки заявок на отримання пільг, голландський орган із захисту даних (AP) вирішив розпочати розслідування щодо Податкової та митної адміністрації в травні 2019 року. У липні 2020 року голова AP представив звіт Державній секретарці Ван Хуффелен. AP назвав метод роботи Податкової та митної адміністрації «незаконним, дискримінаційним та неналежним» та заявив, що він серйозно порушив Загальний регламент про захист даних (GDPR). Голова органу Алейд Волфсен писав:
|  | Наше розслідування показало, що Податкова та митна адміністрація[…] зберігала та використовувала дані в абсолютно незаконний спосіб. Всю систему створено дискримінаційно і використовувалася вона для дискримінації. […] Існувала постійна та структурна негативна увага до національності та подвійного громадянства. |

AP також зазначив у звіті, що Податкова та митна адміністрація не співпрацювала в розслідуванні. На підставі цього звіту AP розглядає можливі санкції проти Податкової та митної адміністрації.

### Парламентський комітет з допитів з питань дитячих пільг
За ініціативою депутата Барта Снелса від групи GroenLinks Палата представників 2 липня 2020 року створила парламентський комітет з допитів з питань дитячих пільг (нід. Parlementaire ondervragingscommissie Kinderopvangtoeslag, POK). Метою було з'ясувати, наскільки кабінет міністрів знав про скандал із виплатою допомоги по догляду за дітьми та чому він став публічним лише 2019 року. Меншість із Палати представників також хотіла заслухати колишніх депутатів. Рішення про недопущення цього було піддано критиці, оскільки, як співзаконодавець та контролер уряду, Палата представників також відіграла роль у скандалі з виплатою допомоги дітям.
Оскільки заяви під час парламентського допиту не були юридично придатними для розслідування кримінальних справ, а розслідування з боку прокуратури все ще тривало, допит узгодили з прокуратурою. Податкові органи не запитували державних службовців щодо расового профілювання, щоб у майбутньому вони все ще могли бути притягнуті до відповідальності за ці дії окремо.
До парламентського комітету входили такі депутати:
| Ім'я                            | Партія   |
| ------------------------------- | -------- |
| Кріс Ван Дам (голова)           | CDA      |
| Аттчє Кейкен (заступник голови) | PvdA     |
| Рой Ван Алст                    | PVV      |
| Саліма Белхай                   | D66      |
| Фемке Мерел ван Коотен-Аріссен  | Незалеж. |
| Том Ван дер Лее                 | GL       |
| Ренске Лейтен                   | SP       |
| Йерун Ван Вейнгаарден           | VVD      |

#### Допити
Розслідування відбулось у листопаді 2020 року. Протягом першого тижня давали свідчення дванадцять експертів та колишні керівники Податкової та митної адміністрації, Міністерства фінансів та Міністерства соціальних справ та зайнятості. 18 листопада комітет допитав колишніх директорів Податкової та митної адміністрації. Вони звинуватили у скандалі з виплатою допомоги дітям Міністерство соціальних справ та зайнятості. Через день співробітники Міністерства соціальних справ та зайнятості, у свою чергу, звинуватили Податкову та митну адміністрацію. Під час допиту Сандри Пальмен, Ренске Лейтен попросив її прочитати частину її меморандуму, щоб засекречені уривки стали публічними. Так стало відомо, що ще 2017 року вона порадила не продовжувати судові процеси проти батьків.
На другому тижні допитано сімох (колишніх) членів уряду:
- Франса Веекерса, державного секретаря з питань фінансів (2010—2014)
- Еріка Вібеса, державного секретаря з питань фінансів (2014—2017)
- Менно Снела, державного секретаря з питань фінансів (2017—2019)
- Вопке Гукстру, міністра фінансів (2017–нині)
- Лодевейка Ашшера, міністра із соціальних питань та працевлаштування (2012—2017)
- Тамару Ван Арк, державну секретарку із соціальних питань та працевлаштування (2017—2020)
- Марка Рютте, прем‘єр-міністра (2010–нині)

#### Звіт
17 грудня 2020 року комітет надав звіт «Безпрецедентна несправедливість» (нід. Ongekend onrecht) спікеру Палати представників Хадіджі Аріб. У звіті критикується Податкова та митна адміністрація, Міністерство соціальних справ, кабінет міністрів, Державна рада, а також сама Палата представників. Комітет написав, що постраждалі батьки, внаслідок групових покарань, запроваджених Міністерством фінансів, не отримали належного захисту, чим порушено «основні принципи верховенства права».
Зокрема, комітет критикував інформацію, надану Податковою та митною адміністрацією, як своїм міністрам, так і Палаті представників, а також постраждалим батькам, судовій владі та засобам масової інформації. Була також критика так званої «доктрини Рютте», терміну, що походить від текстового повідомлення державного службовця прем'єр-міністру Марку Рютте, яке обговорювалося під час допитів. Ця доктрина стверджує, що спілкування між чиновниками та міністрами не повинне оприлюднюватися. Оскільки рекомендації не входили до компетенції цього комітету, вони закликали зацікавлених людей самим з'ясувати, як цьому можна було запобігти.

## Наслідки

### Політичні наслідки

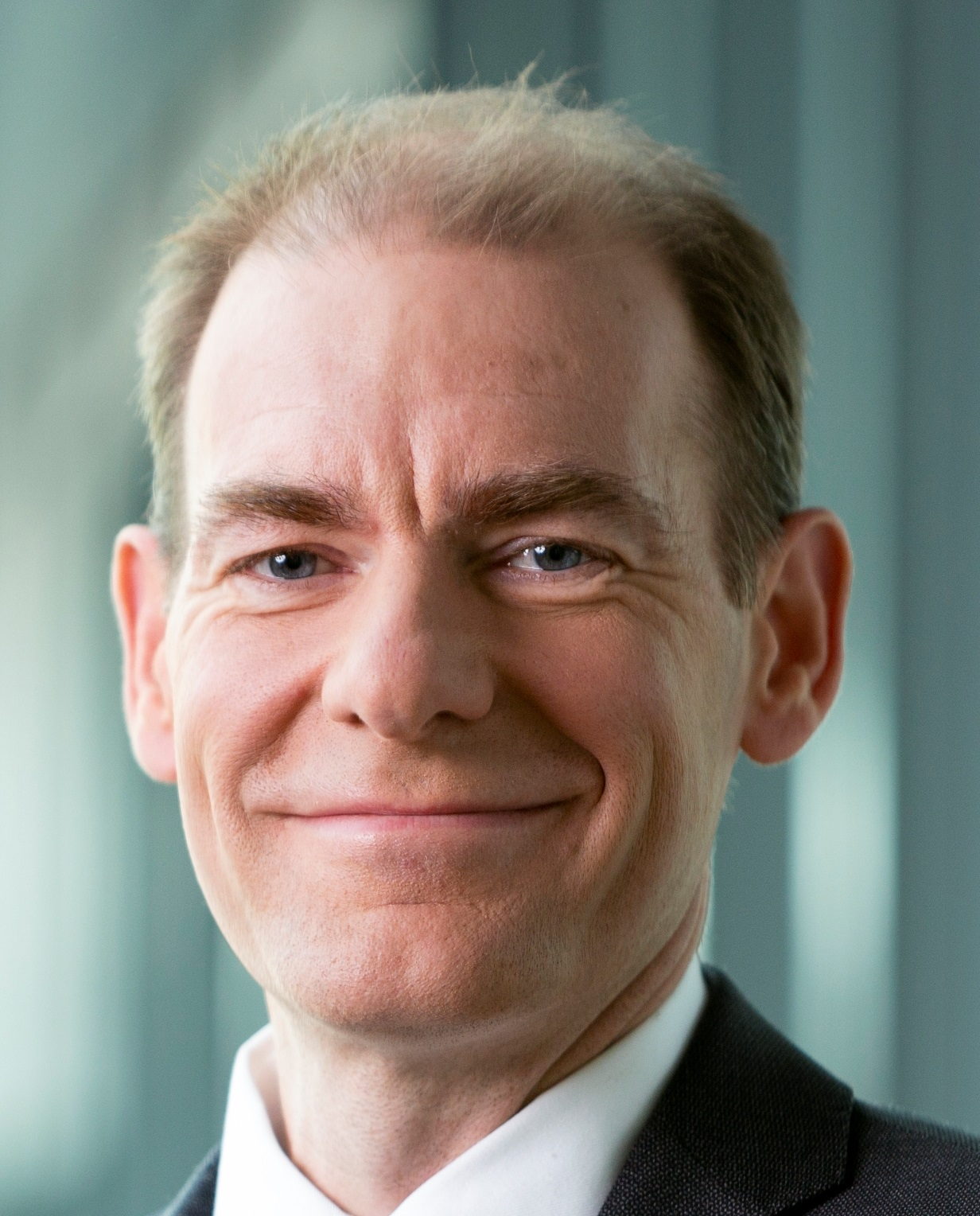
Менно Снел

4 грудня 2019 року в рамках дебатів щодо скандалу з виплатою допомоги дітям подано вотум недовіри державному секретарю з питань фінансів Менно Снелу. Вотум Палата представників не прийняла, оскільки коаліційні партії VVD, CDA, D66 та ChristenUnie, опозиційні партії GroenLinks та SGP, та незалежний депутат Ван Хага проголосували проти цього подання. 18 грудня 2019 року, під час другої дискусії щодо скандалу, Снел заявив про свою відставку. Його наступниками стали два нові державні секретарі: Александра ван Хуффелен та Ганс Вейлбріф (обидва представники D66). Портфоліо Ван Хуффелен включає керування Податковою та митною адміністрацією, і тому саме на неї покладено відповідальність за вирішення скандалу з виплатами по догляду за дітьми.

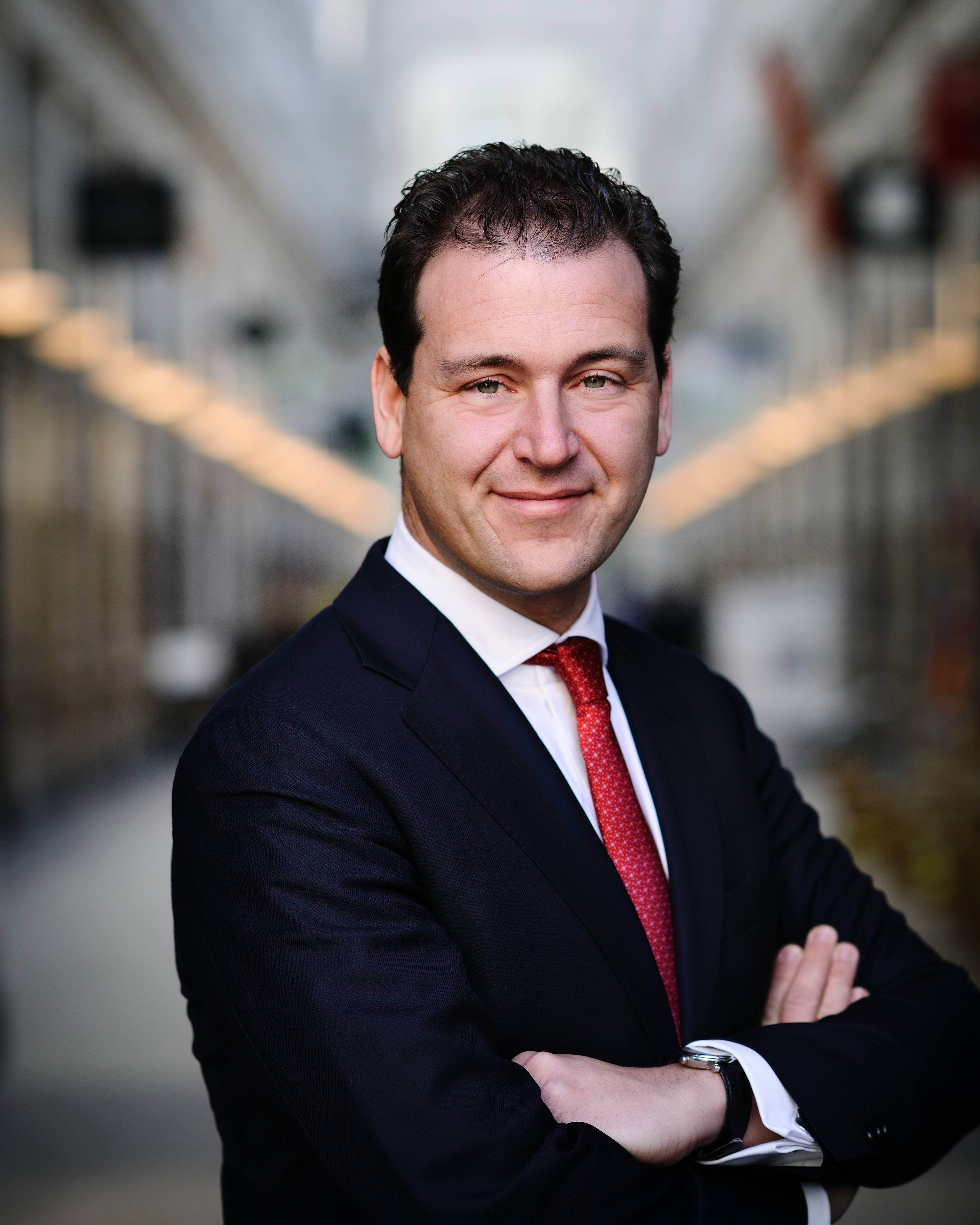
Лодевейк Ашшер

У грудні 2020 року, після опублікування звіту парламентського комітету з допитів, колишній міністр соціальних питань та зайнятості Лодевейк Ашшер особисто вибачився за свою роль у скандалі з виплатою допомоги дітям. Його роль у скандалі з виплатою допомоги дітям призвела до дискусії всередині партії щодо його позиції як лідера партії на парламентських виборах 2021 року. Спочатку він вказав, що хоче продовжувати бути лідером партії, однак 14 січня 2021 року Ашер оголосив, що піде з посади лідера партії та кандидата в депутати.
10 січня 2021 року лідер GroenLinks Джессі Клавер оголосив, що під час дебатів 15 січня щодо звіту парламентського комітету допитів винесе на порядок денний вотум про недовіру третьому кабінету Рютте. Вся опозиція заявила, що або підтримує цей проєкт, або серйозно розглядає можливість його підтримати. Незадовго до дебатів Кабінет міністрів спільно ухвалив рішення подати у відставку та продовжувати працювати як тимчасовий кабінет міністрів. Крім того, міністр економіки та кліматичної політики Ерік Вібс вирішив негайно подати у відставку.

### Обвинувачення
28 листопада 2019 року Парламентський комітет з питань фінансів дослідив можливості притягнення до відповідальності тодішнього Державного секретаря з питань фінансів Менно Снела та його підлеглих. Приблизно тоді ж серед співробітників Податкової та митної адміністрації почали поширюватись заклики до дисциплінарних та судових заходів стосовно керівництва адміністрації. Після того, як Снел подав у відставку, 12 січня 2020 року міністр фінансів Вопке Хукстра заявив, що не бачить ознак злочинних дій з боку Податкової та митної адміністрації. За наполяганням Палати представників, Хукстра все ж вирішив попросити незалежних аудиторів оцінити інформацію щодо злочинів скоєних посадовими особами, а також закликав усіх повідомляти інформацію про злочинні дії.
19 травня 2020 року Міністерство фінансів подало скаргу на Податкову та митну адміністрацію внаслідок скандалу з виплатами по догляду за дитиною, пов'язаного з професійною дискримінацією з 2013 по 2017 рік. Депутат Пітер Омцігт висловив занепокоєння щодо розслідування кримінальної справи прокуратурою, враховуючи, що сама прокуратура також відіграла роль у скандалі з виплатою допомоги дітям, вирішуючи питання, що стосуються адміністративного, а не кримінального законодавства, консультуючись із податковими органами.
На додаток до звіту, поданого Міністерством фінансів, 28 лютого 2020 року до прокуратури подано ще 5 заяв проти податкових органів за кримінальні дії щодо скандалу з виплатою допомоги дітям. Відомо, що одну скаргу подали постраждалі батьки в грудні 2019 року, але щодо інших скарг деталі невідомі.
7 січня 2021 року Державна прокуратура заявила, що не розпочинатиме кримінального розслідування на основі звіту Міністерства фінансів, оскільки після ретельної оцінки не виявлено доказів та професійної дискримінації. Крім того, прокуратура посилалася на суверенний імунітет Податкової та митної адміністрації, який поширюється і на її посадових осіб, які реалізовували політику керівництва, за умови, що вони не діяли з власних інтересів. Прокуратура заявила, що некоректне ставлення до батьків було обумовлено свідомим адміністративним та політичним вибором, відповідальність за який має бути політичною. Група постраждалих батьків та їхні адвокати вказали, що вони мають намір подати до суду на прокуратуру для продовження кримінального переслідування.
12 січня 2021 року група з двадцяти постраждалих батьків подала скаргу на кількох залучених державних службовців: Тамару Ван Арк, Вопке Хукстру, Еріка Вібса, Менно Снела та Лодевейка Ашшера. За словами адвоката, який представляє батьків, ці (колишні) міністри та державні секретарі винні у кримінальному правопорушенні та недбалості. Цю декларацію, оскільки вона стосується (колишніх) членів уряду, подано Генеральному прокурору Верховного Суду.

### Компенсація
У березні 2020 року Комітет Доннера рекомендував виплатити несправедливо звинуваченим батькам компенсації. Через день державний секретар Ван Хуффелен запропонувала ширшу схему компенсації на загальну суму півмільярда євро. У липні 2020 року для цієї компенсації в Міністерстві фінансів створено спеціальний департамент. Оскільки виплата компенсації була повільною, Соціалістична партія успішно домоглася різдвяного подарунку в розмірі 750 євро, який у грудні 2020 року виплачено 8500–9500 постраждалим батькам. У грудні 2020 року цей подарунок поширився на ще 7000 постраждалих батьків.
У відповідь на звіт парламентського комітету з допитів, 22 грудня 2020 року Ван Хуффелен оголосила, що всі несправедливо звинувачені батьки отримають компенсацію в 30 000 євро, незалежно від фінансових збитків, хіба що вони претендують на вищу компенсацію. Це має відбутися протягом чотирьох місяців.
У липні 2020 року стало відомо, що Державний секретар Снел хотів виплатити компенсації потерпілим батькам у справі CAF 11 Hawaii ще в червні 2019 року. Тоді уряд це відхилив, серед іншого, оскільки вони хотіли дочекатися звіту комітету Доннера через страх створити прецедент. Також була суперечка між Міністерством соціальних справ та зайнятості та Міністерством фінансів щодо того, хто сплачуватиме компенсацію.